# Шаркувка
Шаркувка (пол. Szarkówka) — село в Польщі, у гміні Харшниця Меховського повіту Малопольського воєводства.
Населення — 235 осіб (2011).
У 1975—1998 роках село належало до Келецького воєводства.

## Демографія
Демографічна структура станом на 31 березня 2011 року:
|          | Загалом | Допрацездатний вік | Працездатний вік | Постпрацездатний вік |
| -------- | ------- | ------------------ | ---------------- | -------------------- |
| Чоловіки | 115     | 20                 | 78               | 17                   |
| Жінки    | 120     | 21                 | 67               | 32                   |
| Разом    | 235     | 41                 | 145              | 49                   |